# モード・グリーブ

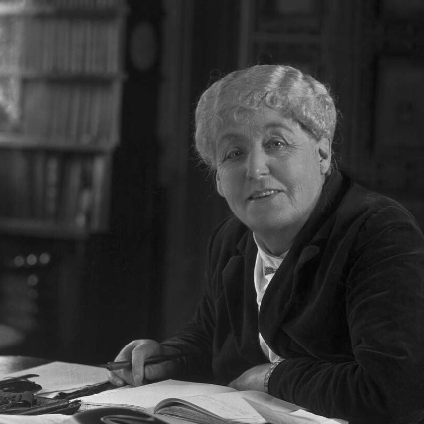
Maud Grieve, 1928

モード・グリーブ（Sophia Emma Magdalene Grieve、旧姓 Law 、 Margaret, Maude, Maud Grieveなどと呼ばれる、グリーブ夫人とも、1858年5月4日 – 1941年12月20日）はイギリスのハーブ研究家である。1931年の著書、“A Modern Herbal”の著者として知られる。

## 略歴
ロンドンで生まれた。1885年に紙工場を営む一族のウィリアム・グリーブと結婚し、夫の仕事でインドに滞在した。夫のいとこに博物学者、考古学者のサイミントン・グリーブ（Symington Grieve:1850-1932）がいる。1900年代に夫が仕事を辞め引退しバッキンガムシャーの屋敷に住み、庭園でハーブの栽培を始め、"The Whins Medicinal and Commercial Herb School and Farm"を設立した。第一次世界大戦によって、医薬品が不足し、代替医療のためのハーブの需要が高まると、パンフレットを作り、ハーブの栽培法、訳効の知識を広め、種子を販売した。
Society of Herbalist(後に Herb Society）の設立者、ヒルダ・ライエル（Hilda Leyel、筆名: Mrs. C. F. Leyel）との協力によって1931年に“A Modern Herbal”は出版されたが、その後グリーブとライエルの協力関係は途絶えた。“A Modern Herbal”は世界の包括的なハーブの有用性や栽培法、民間伝承が含まれており、グリーブの著作にライエルがアメリカのハーブを追加し、ライエルが編集した。
他に香料植物に関する著書、"Culinary herbs and condiments and Roses and pot pourri: Plants of sweet scent and their employment in perfume"がある。
British Guild of Herb Growersの会長を務め、British Science Guildのフェローを務めた。